# Greg Duncan
Greg Duncan (15 dicembre 1998) è un tuffatore statunitense.

## Biografia
Ha preso parte alle Universiadi di Napoli 2019, dove ha ottenuto il 12º posto nel trampolino 3 m.
Ai mondiali di Fukuoka 2023 è giunto 4° nel Sincro 3 m, assieme a Tyler Downs. Sempre in coppia con lui, ha rappresentato gli Stati Uniti alle Olimpiadi di Parigi 2024, classificandosi 8º nel sincro 3 m.

## Palmarès
| Anno | Manifestazione  | Sede    | Evento         | Risultato | Prestazione | Note |
| ---- | --------------- | ------- | -------------- | --------- | ----------- | ---- |
| 2019 | Universiadi     | Napoli  | Trampolino 3 m | 12º       | 279,40 p.   |      |
| 2023 | Mondiali        | Fukuoka | Sincro 3 m     | 4º        | 385,23 p.   |      |
| 2024 | Giochi olimpici | Parigi  | Sincro 3 m     | 8º        | 346,08 p.   |      |